# Замок Хіконе
Замок Хіконе — японський середньовічний замок у префектурі Сіга.
Замок Хіконе входить до числа національних історичних пам'яток Японії, в 1952 р. був оголошений національним надбанням.

## Історія

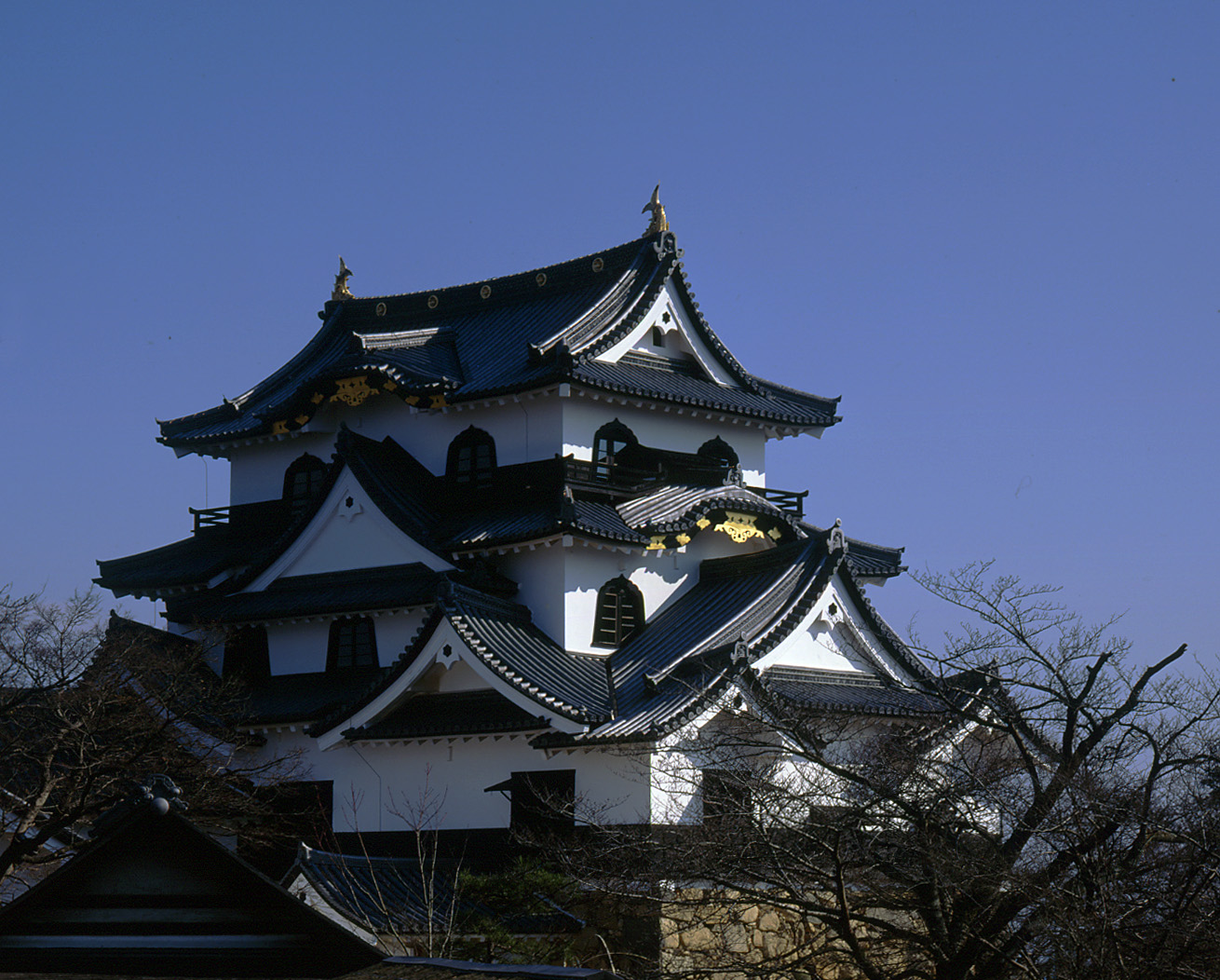
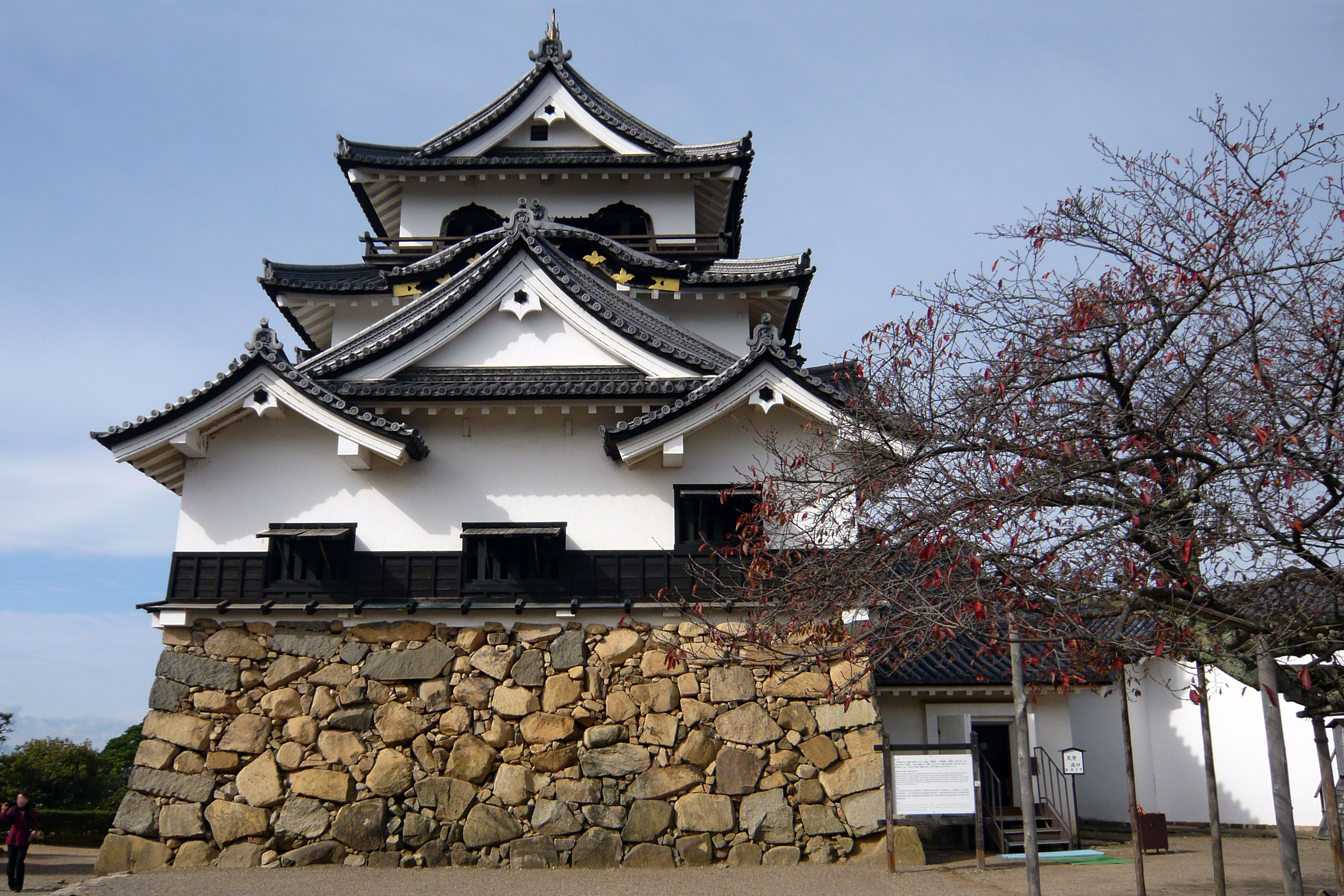
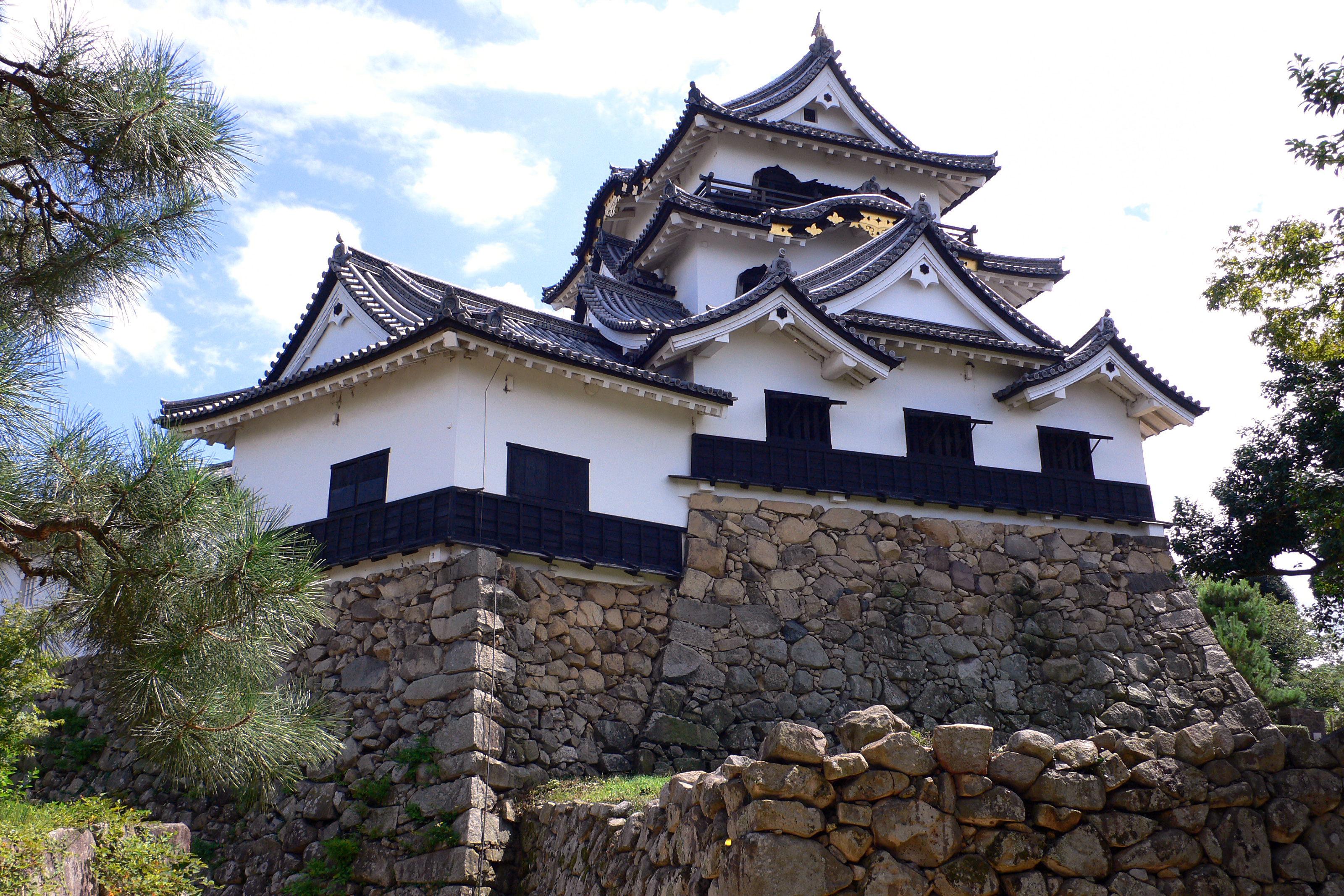

Звести замок повелів глава клану Ії Наомаса на пагорбі Конкідзан. Його будівництво розпочалося в 1603 році і тривало 20 років. Багато частин від зруйнованих замків було використано у замку Хікона. Зруйновані замки включали Otsu, Sawayama і Kotani. Головна вежа спочатку була п'ятиповерховою і належала замку Otsu. Щоб не підпустити загарбників до замку, навколо нього вирили три рови з водою, надходила вода з озера Біва. Через передні ворота, головний вхід в замок, можна підійти до довгих кам'яних сходів. Кам'яні сходинки цих сходів неправильної форми і різної висоти. Вони викладені так спеціально, щоб утруднити підйом при штурмі замку. Верхні вікна мають форму лотоса.
У 1868 р. було прийнято рішення про знесення багатьох замків, але замок Хіконе був збережений на прохання імператора.
У залах замку відкрита експозиція предметів культури, що належали клану Ії, — зброя, кераміки, каліграфічних сувоїв, ширм.
При святкуванні 400-річної річниці замку був створений талісман — Хіконян, він є офіційно зареєстрованим мешканцем замку.